# Dan Ross
Dan Ross (* 9. Februar 1957 in Malden, Massachusetts, USA; † 16. Mai 2006 in Haverhill, Massachusetts) war ein US-amerikanischer American-Football-Spieler.

## College Football
Vor seiner NFL-Karriere spielte Ross Football an der Northeastern University in Boston. Dabei wurde er in das Erste Team des College Football All-America Teams gewählt. Ebenfalls galt er als einer der herausragendsten Spieler, die je für die Northeastern University gespielt haben. Ross verließ die Universität als der Allzeitführende in Receptions (153), Touchdowns (13) und Yards (2343). Auch hält er den Saisonrekord dieser Kategorien (68 Receptions für 988 Yards und 7 Touchdowns). Nachdem Ross die Universität verlassen hatte, wurde die Nr. 84 zu seinen Ehren stillgelegt.

## NFL-Karriere
Ross begann seine Profikarriere im Jahre 1979 bei den Cincinnati Bengals. Er wurde in der zweiten Runde an 30. Stelle des NFL Drafts 1979 durch die Bengals gezogen. Er galt als einer der besten Tight Ends der Liga und gewann mit den Bengals 1981 das AFC Championship Game gegen die San Diego Chargers mit 27:7. Bis zu seinem Karriere-Ende 1986 spielte er unter anderem noch bei den Seattle Seahawks und den Green Bay Packers.
Ross erzielte insgesamt 263 Receptions für 3.204 yards und 16 Touchdowns in seiner Zeit mit den Cincinnati Bengals. Während des Supers Bowls XVI 1982 stellte er mit 11 Receptions für 104 yards und zwei Touchdowns einen Super-Bowl-Rekord auf. Bisher konnten nur Jerry Rice und Deion Branch diese Marke übertreffen.

## Ehrungen
Ross spielte einmal im Pro Bowl, dem Auswahlspiel der besten Profispieler einer Saison. Er ist seit 2004 Mitglied in der College Football Hall of Fame. Er ist der erste Spieler der Northeastern University, der diese Ehre erhielt.

## Das Leben nach dem Football
Ross wurde Präsident und Miteigner von WPWB, einem unabhängigen Fernsehsender in Riviera Beach (Florida). 
Dan Ross brach nach der Rückkehr vom abendlichen Joggen zusammen. Er verstarb kurz darauf im Merrimack Valley Hospital in Haverhill. Er hinterließ eine Frau und zwei erwachsene Kinder.